# Абдулкерім Бардакджи
Абдулкерім Бардакджи (тур. Abdülkerim Bardakcı, нар. 7 вересня 1994) — турецький футболіст, захисник клубу «Галатасарай».
Виступав, зокрема, за «Коньяспор», а також національну збірну Туреччини.
Чемпіон Туреччини.

## Клубна кар'єра
Народився 7 вересня 1994 року.
У дорослому футболі дебютував 2011 року виступами за команду «Коньяспор», у якій провів три сезони, взявши участь у 17 матчах чемпіонату. 
Своєю грою за цю команду привернув увагу представників тренерського штабу клубу «1922 Коньяспор», до складу якого приєднався на умовах оренди 2014 року.
Протягом 2014—2015 років захищав кольори клубу «Адана Демірспор».
У 2015 році повернувся до клубу «Коньяспор». Цього разу провів у складі його команди два сезони. 
Згодом з 2017 по 2020 рік грав у складі команд «Самсунспор», «Гіресунспор», «Денізліспор» та «Алтай».
З 2020 року знову, цього разу два сезони захищав кольори клубу «Коньяспор». Більшість часу, проведеного у складі «Коньяспора», був основним гравцем захисту команди.
До складу клубу «Галатасарай» приєднався 2022 року. Станом на 22 січня 2024 року відіграв за стамбульську команду 49 матчів в національному чемпіонаті.

## Виступи за збірні
У 2012 році дебютував у складі юнацької збірної Туреччини (U-18), загалом на юнацькому рівні взяв участь у 27 іграх, відзначившись 2 забитими голами.
Протягом 2013–2016 років залучався до складу молодіжної збірної Туреччини. На молодіжному рівні зіграв у 2 офіційних матчах.
У 2018 році дебютував в офіційних матчах у складі національної збірної Туреччини.

## Титули і досягнення
- Чемпіон Туреччини (3):

«Галатасарай»: 2022-23, 2023-24, 2024-25
- Володар Суперкубка Туреччини (1):

«Галатасарай»: 2023
- Володар Кубка Туреччини (1):

«Галатасарай»: 2024-25